# Norbert Nedopil
Norbert Nedopil (* 26. September 1947 in Eutin) ist ein deutscher Psychiater.

## Leben und Wirken
Nach dem 1968 abgelegten Abitur studierte Norbert Nedopil Medizin an der Ludwig-Maximilians-Universität München. Nach der Promotion im Jahr 1975 folgte 1976 die Approbation als Arzt. Es folgte bis 1986 die Weiterbildung zum Facharzt für Psychiatrie. 1988 habilitierte er sich; seine Forschungsschwerpunkte waren Psychopharmakologie, Schizophrenieforschung und Schlafforschung.
Von 1989 bis 1992 leitete Nedopil die neu gegründete Abteilung für Forensische Psychiatrie an der Julius-Maximilians-Universität Würzburg. Von 1992 bis September 2016 leitete er die Abteilung für Forensische Psychiatrie an der Psychiatrischen Klinik und Poliklinik der Ludwig-Maximilians-Universität München. Nedopil ist Autor vieler Fachbücher, forensischer Gutachter und beschäftigt sich mit der Qualität psychiatrischer Gutachten, mit Rückfallprognosen, den Ursachen der Aggression sowie mit ethischen und rechtlichen Fragen innerhalb der Forensischen Psychiatrie. Er erstellte Gutachten u. a. über Martin Ney, Volker Eckert, Gustl Mollath und Beate Zschäpe.

## Schriften
- Norbert Nedopil: Zum Verhalten der Venen bei direkten und indirekten Einflüssen. Dissertation, Universität München, Medizinische Fakultät, 1975.
- Norbert Nedopil, Eckart Rüther: Kraft schöpfen durch gesunden Schlaf. Ein Ratgeber zur Behebung von Schlafstörungen mit zahlreichen ärztlichen Ratschlägen und praktischen Fallbeispielen. WEKA-Verlag, Fachverlag für Verwaltung und Industrie, Kissing 1980, ISBN 3-8111-8940-9.
- Norbert Nedopil: Forensische Psychiatrie. Klinik, Begutachtung und Behandlung zwischen Psychiatrie und Recht. Thieme, Stuttgart / New York 1996, ISBN 3-13-103451-3; 4. Auflage, 2012, ISBN 978-3-13-103454-0.
- Norbert Nedopil, Martin Krupinski unter Mitarbeit von Johannes Wittmann: Beispiel-Gutachten aus der forensischen Psychiatrie. Thieme, Stuttgart / New York 2001, ISBN 3-13-125151-4.
- Heinrich Küfner, Norbert Nedopil, Heinz Schöch (Hrsg.): Gesundheitliche und rechtliche Risiken bei Scientology. Eine Untersuchung psychologischer Beeinflussungstechniken bei Scientology, Landmark und der Behandlung von Drogenabhängigen Pabst-Verlag, Lengerich [u. a.] 2002, ISBN 3-936142-40-8
- Psychopathologie und Delinquenz. In: Neue Kriminologische Schriftenreihe. 2003;108, S. 61–74.
- Rückfallprognosen bei Straftätern – Neue Gesichtspunkte für eine alte Fragestellung. In: Irmgard Rode, H. Kammeier, M. Leipert: Prognosen im Strafverfahren und bei der Vollstreckung (= Schriftenreihe des Instituts für Konfliktforschung, Band 25). Lit, Münster 2004, S. 83–99.
- Glauben und Wissen über die Gefährlichkeit psychisch Kranker. In: Polizei & Wissenschaft. 2004;3, S. 31–39.
- Schuldfähigkeit und Psychiatrie. In: Polizei & Wissenschaft. 2004;3, S. 67–74.
- Norbert Nedopil (Hrsg.): Prognosen in der forensischen Psychiatrie – ein Handbuch für die Praxis. Pabst Science Publisher, Lengerich [u. a.] 2005, ISBN 3-89967-216-X.
- Norbert Nedopil (Hrsg.): Die Psychiatrie und das Recht – Abgrenzung und Brückenschlag. Jubiläumsschrift zum vierzigjährigen Bestehen der Abteilung für Forensische Psychiatrie der Psychiatrischen Klinik der Universität München. Pabst Science Publisher, Lengerich [u. a.] 2011, ISBN 978-3-89967-749-2.
- Frank Häßler, Wolfram Kinze, Norbert Nedopil (Hrsg.): Praxishandbuch Forensische Psychiatrie des Kindes-, Jugend- und Erwachsenenalters. Grundlagen, Begutachtung und Behandlung. Medizinisch Wissenschaftliche Verlagsgesellschaft, Berlin [2013], ISBN 978-3-95466-092-6.